# Раде Петровић
Радивоје Раде Петровић (Београд, 26. септембар 1941 — Београд, 25. новембар 2024) био је српски певач народне музике.

## Биографија
Петровић је рођен 26. септембра 1941. године у Београду, од оца Добривоја, гипсара, и мајке Јелисавете, спремачице. Имао је старијег брата Милана, млађу сестру Мирјану, и полубрата Љупча из очевог другог брака. Одрастајући, као дете разведених родитеља, имао је тешко детињство, улазио у туче, али и шармирао околину својим талентима у фудбалу, певању и фолклору. Прво је ишао у основну школу „Вељко Дугошевић” код Лиона, а касније је прешао у основну школу „Марија Бурсаћ” код Цветкове пијаце на наговор директора школе, који је хтео да ојача фудбалски тим, у коме су играли и будући репрезентативци Југославије. Са 15 година је приступио фудбалском клубу Млади пролетер, а са 17 је дебитовао за први тим. Краткотрајну каријеру је завршио након суспензије фудбалског савеза због физичког напада на делегата савеза. Након тога, приступа КУД Браћа Стаменковић где игра у ансамблу и свира фрулу. Након три месеца, прелази у КУД Бранко Цветковић, због одласка на турнеју у Енглеску.
У Бранку Цветковићу је упознао и своју будућу супругу Олгу, са којом се венчао 1963. године, по одслужењу војног рока. У браку са супругом Олгом је имао синове Драгана, професора гитаре у музичкој школи Лисински, и Зорана, такође талентованог музичара.
Његов први велики хит је била песма Куд се журиш, хеј, животе. У каријери је сарађивао са познатим музичаром Илијом Спасојевићем. Неке од осталих његових најпознатијих песама су Пастирица, Шумадијо, ко би тебе оставио, Моја фамилија, Лепа жено, мој животни друже итд.
Умро је 25. новембра 2024. године у Београду.

## Фестивали
- 1975. Југословенски фестивал, Париз - Пастирица
- 1975. Хит парада - Не питајте ви за њу
- 1978. Хит парада - Што је моје, није твоје
- 1978. Парада хитова - Поигра се живот с нама
- 1979. Хит парада - Што једном цвета, једном и вене
- 1980. Хит парада - Добро дош'о мили сине
- 1983. Хит парада - Моја фамилија
- 1985. Хит парада - Љубићу те макар једну ноћ
- 2011. Лира, Београд - Моја Шумадија, награда за текст и прва награда за изворност певачу
- 2015. Лира, Београд - Један мали град

## Дискографија
- Раде (1974) ПГП РТБ
- Лепа жено мој животни друже (1981) Дискос
- Буклију сам окитио / Златни медаљони (1982) Дискос
- Раде Петровић (1983) ПГП РТБ